# Lidlidda
Lidlidda é um município de  quinta classe de renda municipal (d) na província Ilocos Sul, nas Filipinas. De acordo com o censo de 1 de maio  de  2020 possui uma população de 4 705 pessoas e 1 072 domicílios.